# Giro supramarginal
El giro supramarginal es una circunvolución del cerebro. Se encuentra en la parte inferior del lóbulo parietal y describe una curva alrededor del extremo superior de la rama posterior de la cisura de Silvio. Se continúa detrás de ella con el giro temporal superior.